# Dipturus pullopunctatus
Dipturus pullopunctatus là một loài cá thuộc họ Rajidae. Chúng được tìm thấy ở Nam Phi và có thể cả Namibia. Môi trường sống tự nhiên của chúng là biển mở.